# Frontal de sarcòfag amb escenes bíbliques
El Frontal de sarcòfag amb escenes bíbliques és un frontal de sarcòfag que es conserva al Museu Marès de Barcelona.

## Descripció
Aquest frontal de sarcòfag va ser elaborat probablement per un taller romà durant el segle IV de la nostra era, durant el mandat de Constantí -el primer emperador cristià-, i després va ser exportat a Hispània. En aquesta peça de marbre tallada en alt relleu veiem escenes de l'Antic i del Nou Testament disposades a manera de fris corregut, és a dir, sense límits que les separin. D'esquerra a dreta: la resurrecció de Llàtzer, el sacrifici d'Isaac per part d'Abraham, el miracle dels pans i dels peixos, en el qual Jesús apareix entre sant Pere i sant Andreu, la figura de l'orant o del difunt en el centre de la composició, Adam i Eva, i, finalment, l'Adoració dels Reis Mags.
Aquestes representacions no estan ordenades temporalment, però mantenen un paral·lelisme entre elles per tal com estan vinculades amb la divinitat de Jesús, l'Eucaristia i la Redempció. Pel que fa a la tècnica cal destacar l'ús del trepà per ressaltar els detalls, com ara els rínxols dels cabells, els ulls o la vegetació. Altres detalls, en canvi, com la mà de Déu junt a Abraham o les figures dels camells en l'Epifania, estan treballats mitjançant un relleu menys profund que configura un segon pla narratiu.
El sarcòfag complet es va descobrir a Layos, província de Toledo, al segle xvii. Posteriorment, el frontal va ser separat del sarcòfag per convertir-lo en lauda sepulcral i al dors s'hi van esculpir els escuts d'una família noble.